# 구본혁 (축구 선수)
구본혁(한국 한자: 具本赫, 1998년 2월 9일 ~ )은 대한민국의 축구 선수이다. 포지션은 미드필더이다.

## 클럽 경력
2016시즌을 앞두고 구본혁은 J2리그의 몬테디오 야마가타에 입단했다. 2016년 11월 3일 천황배 더스파구사쓰 군마전에서 프로에 데뷔했다.
2017시즌 여름 이적시장에서 큐슈 지역리그의 테게바자로 미야자키로 반 년간 임대되었다. 2018시즌 종료 후 자유계약으로 몬테디오 야마가타를 떠나게 되었다.
2019시즌 전반기를 무적신분으로 보낸 이후 여름 이적시장에서 구본혁은 내셔널리그의 김해시청에 입단했다.
2020시즌을 앞두고 K리그2의 FC 안양으로 이적하였다.
2021시즌 여름 이적시장을 통해 충주시민축구단에 입단했다.